# Antigua Universidad de Perpiñán

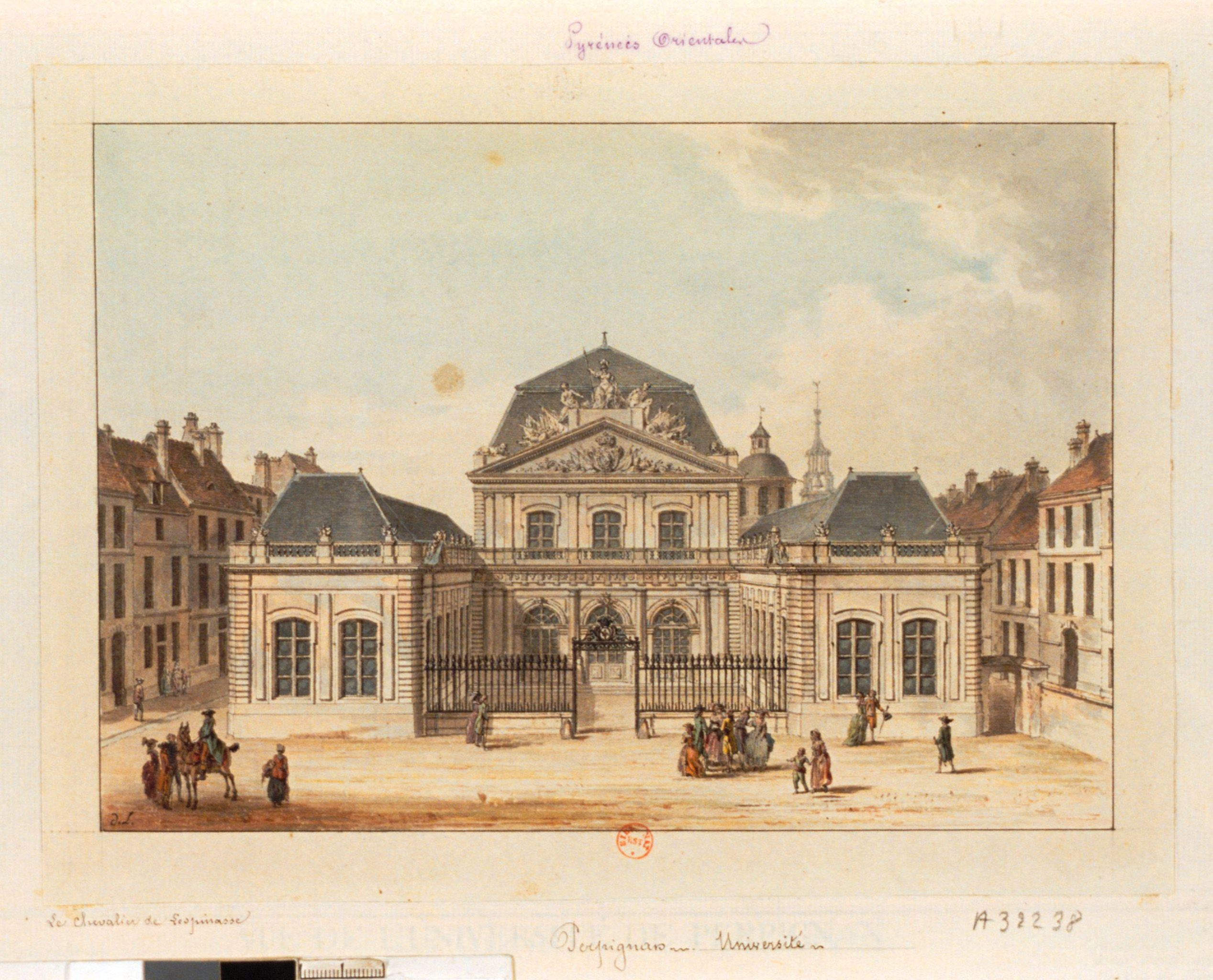
Edificio de la universidad en 1787

La Antigua Universidad de Perpiñán fue una institución educativa del Rosellón que existió desde 1350 hasta 1793. Posteriormente, reabre sus puertas, pero con el nombre de Universidad de Perpiñán Vía Domícia.

## Cuerpo docente

### Rectores
Por los estatutos de la universidad de 1388-1389, el cargo de rector era electivo, que se renovaba anualmente. A lo largo de la historia, la procedencia de cada rector trazó un croquis de la influencia relativa de cada facultad a cada periodo temporal:
| Derecho   | Teología | Medicina | Arte |     |
| 1383-1589 | 44       | 34       | ---  | 5   |
| 1501-1589 | ---      | ---      | 9    | --- |
| 1591-1659 | 24       | 11       | 22   | 0   |
| 1660-1722 | 20       | 18       | 20   | 0   |
| 1723-1759 | 13       | 10       | 13   | 0   |
| 1760-1793 | 11       | 11       | 14   | 4   |

De los cerca de doscientos rectores diferentes que gobernaron la institución, se pueden destacar los nombres de Antoni de Ros y Moner (1541), Francesc Vidal Descamps (1558-1559), Miquel Lodo de Ribera (1586), Francesc Soler (1589 y 1599), Josep Juallar (1624, 1632-1635, 1647), Francesc Juallar (1641 y 1648), Josep Carreres (1644), Francesc Carrera (1666, no pudo tomar posesión), Josep Coma (1689), Josep Carrera (1716, 1723 y 1737), Thomas Amanrich (1728 y 1733), Pere Barrera y Volar (1737 y 1755), Emmanuel Bonafos (1743), Tomàs Carrera (1752), Josep Balanda y Sicart (1753), Antoni de Banyuls y de Forcada (1754-1755, 1760, 1767), Francesc de Fosa (1759), Miquel Joan Josep Jaume y Boixader (1769), Joseph Bonafos (1772) y Augustin Anglada (1793, último rector).

### Profesores
Entre los muchos profesores que enseñaron en la universidad de Perpiñán, además de los rectores mencionados en la relación anterior, se pueden citar a Cyr Amanrich y sus hijos Jacques y Cyr, Antoni Coma (profesor de derecho al 1710), Onofre Pau Bodegas, Lluís Miquel Costa y Serrijón, Josep Antoni Guiter, Pere Nicolau y Josep Ramon. En un documento de 1768 se indica que la universidad tenía diecisiete profesores, cuatro cargos superiores (canciller -el obispo Charles de Gouy-, vicecanciller, rector y prefecte) y cinco cargos menores (bibliotecario, tesorero, demostrador de anatomía -el Cirujano Mayor del Hospital Militar-, secretario y bedel); a notar, que los cargos de vicecanciller, prefecte y tesorero recaían en 1768 en el reputado profesor de teología, Augustin Vidalier.